# Église Saint-Roch de Louesme
Pour les articles homonymes, voir Église Saint-Roch.
L'église Saint-Roch est située dans le hameau de Louesme sur la commune de Champignelles, dans le département français de l'Yonne en région Bourgogne-Franche-Comté.

## Historique
L'édifice est inscrit au titre des monuments historiques depuis le 26 novembre 1992.